# Rajd Cypru 1999
Rajd Cypru 1999 (27. Cyprus Rally) – 27 edycja rajdu samochodowego Rajd Cypru rozgrywanego na Cyprze. Rozgrywany był od 24 do 26 września 1999 roku. Była to czterdziesta trzecia runda Rajdowych Mistrzostw Europy w roku 1999 (rajd miał najwyższy współczynnik - 20) oraz szósta runda Rajdowych Mistrzostw Cypru.

## Klasyfikacja rajdu
| Miejsce                      | Kierowca                     | Pilot                        | Samochód                     | Czas                         | Strata                       |                              |
| Klasyfikacja generalna i ERC | Klasyfikacja generalna i ERC | Klasyfikacja generalna i ERC | Klasyfikacja generalna i ERC | Klasyfikacja generalna i ERC | Klasyfikacja generalna i ERC | Klasyfikacja generalna i ERC |
| ---------------------------- | ---------------------------- | ---------------------------- | ---------------------------- | ---------------------------- | ---------------------------- | ---------------------------- |
| 1.                           | Jean-Pierre Richelmi         | Stéphane Prévot              | Subaru Impreza S5 WRC '98    | 5:10:15                      | 0.0                          |                              |
| 2.                           | Andreas Tsouloftas           | Theodoros Vassiliades        | Mitsubishi Lancer Evo VI     | 5:12:50                      | +2:35                        |                              |
| 3.                           | Andreas Peratikos            | Harris Episkopou             | Mitsubishi Lancer Evo III    | 5:16:47                      | +6:32                        |                              |
| 4.                           | Menelaos Melissas            | Panayiotis Shialos           | Mitsubishi Lancer Evo III    | 5:17:22                      | +7:07                        |                              |
| 5.                           | Pavel Sibera                 | Petr Gross                   | Škoda Octavia Kit Car        | 5:19:29                      | +9:14                        |                              |
| 6.                           | Dimi Mavropoulos             | Georgios Alexandrou          | Mitsubishi Lancer Evo VI     | 5:21:13                      | +10:58                       |                              |
| 7.                           | Enrico Bertone               | Massimo Chiapponi            | Renault Mégane Maxi          | 5:21:14                      | +10:59                       |                              |
| 8.                           | Christos Eliades             | Dimis Cacoyiannis            | Mitsubishi Lancer Evo III    | 5:24:49                      | +14:34                       |                              |
| 9.                           | Paraskevas Paraskeva         | Nikitas Stavrinou            | Mitsubishi Lancer Evo V      | 5:26:54                      | +16:39                       |                              |
| 10.                          | Rami Shohatovich             | Michalakis Michael           | Mitsubishi Lancer Evo V      | 5:28:01                      | +17:46                       |                              |
| Mistrzostwa Cypru            |                              |                              |                              |                              |                              |                              |
| 1.                           | Andreas Tsouloftas           | Theodoros Vassiliades        | Mitsubishi Lancer Evo VI     | 5:12:50                      | 0.0                          |                              |
| 2.                           | Andreas Peratikos            | Harris Episkopou             | Mitsubishi Lancer Evo III    | 5:16:47                      | +3:57                        |                              |
| 3.                           | Menelaos Melissas            | Panayiotis Shialos           | Mitsubishi Lancer Evo III    | 5:17:22                      | +4:32                        |                              |
| 4.                           | Dimi Mavropoulos             | Georgios Alexandrou          | Mitsubishi Lancer Evo VI     | 5:21:13                      | +8:23                        |                              |
| 5.                           | Christos Eliades             | Dimis Cacoyiannis            | Mitsubishi Lancer Evo III    | 5:24:49                      | +11:59                       |                              |
| 6.                           | Paraskevas Paraskeva         | Nikitas Stavrinou            | Mitsubishi Lancer Evo V      | 5:26:54                      | +14:04                       |                              |
| 7.                           | Rami Shohatovich             | Michalakis Michael           | Mitsubishi Lancer Evo V      | 5:28:01                      | +15:11                       |                              |